# Copa Paraguay
La Copa Paraguay es un torneo oficial de fútbol organizado anualmente por la Asociación Paraguaya de Fútbol, en conjunto con la Unión del Fútbol del Interior. El campeón tiene derecho a cupo de la Copa Libertadores de América esto es así desde la Copa Paraguay 2023 cuyo ganador disputa el torneo mencionado al año siguiente ; no obstante, en caso de que el campeón ya esté clasificado a un torneo Conmebol por otra vía, el cupo se traslada al subcampeón del certamen. De ocurrir lo mismo con el equipo que logre la segunda ubicación, se transfiere el derecho al tercero, y si se repite la situación con este, la plaza se otorga al equipo que ocupe el cuarto lugar en la tabla acumulada de la Primera División.
Hasta la edición 2022, el torneo otorgaba cupo de clasificación a la Copa Sudamericana; asimismo, desde la edición 2021, el campeón del certamen obtiene además el derecho a disputar la Supercopa de Paraguay, contra el campeón de la Primera División con mayor puntaje en la tabla acumulada al término de la temporada.
En el 2024 se creó una versión para la rama femenina, donde el campeón del certamen obtiene el derecho a disputar la Supercopa de Paraguay, contra el campeón del Campeonato Anual FEM al término de la temporada.
El nombre del torneo fue elegido a través de una votación popular por vía web dada a conocer el 5 de abril de 2018, cuya opción ganadora obtuvo el 56 % del total de los votos, mientras que Copa Mbarete recibió el 38 % y Copa Arsenio Erico el 6 %.

## Historia
El antecedente directo a la Copa Paraguay lo constituye el Torneo República, disputado entre clubes de Primera División y representantes del interior del país, de manera discontinua entre los años 1976 y 1995.
El proyecto para la realización de la primera edición de la Copa fue presentado oficialmente en diciembre de 2017 y aprobado en sesión ordinaria del Consejo Ejecutivo de la APF el 20 de febrero de 2018. Tendrá doce jornadas con alrededor de 243 partidos en total.
La Copa dio inicio oficialmente con las rondas previas clasificatorias de la Primera B el día 12 de abril, de la Primera C el 24 de abril y de clubes del interior del país el día 29 de abril de 2018. Luego de las clasificaciones, Cerro Porteño y Cristóbal Colón FBC de J.A.S. disputaron el partido inaugural en fecha 24 de julio, mismo que fue ganado 3-1 por el primero. En la rama femenina Guaraní y Liga Deportiva Beleana de Fútbol disputaron el partido inaugural en fecha 21 de noviembre, mismo que fue ganado 5-0 por el primero.

## Sistema de competición

### Participantes (Rama Masculina)
Participan los 12 equipos de la Primera División (10 en 2021) y 16 de la División Intermedia (18 en 2021), 17 de la Unión del Fútbol del Interior pertenecientes a cada departamento, 17 de la Primera B y 12 de la Primera C. Estas tres últimas categorías inicialmente debieron disputar una instancia previa a la fase nacional, donde aguardaron los equipos de Primera División e Intermedia.
La Primera B cuenta entre 16 y 18 clubes, que se repartieron inicialmente en cinco grupos, clasificando a la siguiente etapa cada uno de los cinco mejores de los triangulares (o cuadrangulares, según sea el caso), más los dos mejores segundos.
En las ediciones 2019 y 2021, fueron 11 los representantes de la Primera División B, los 9 mejor colocados de la temporada pasada que no sean los ascendidos y los 2 recién ascendidos de la Primera División C. No compiten los equipos descendidos de la División Intermedia del año pasado.
La Primera C cuenta con 12 equipos (13 en el 2018 y 2021), que se repartieron en cuatro grupos, clasificando a la siguiente etapa cada uno de los cuatro mejores de los triangulares (o cuadrangulares, según sea el caso), más los dos mejores segundos. En las ediciones 2019 y 2021, fueron 8 los representantes de la Primera División C, los 8 mejor colocados de la temporada pasada que no sean los ascendidos. No compiten los equipos descendidos de la Primera División B del año pasado.
Fue previsto que a partir de la cuarta edición, en el año 2022, compitieran todos los clubes habilitados de las cuatro divisiones de la Asociación Paraguaya de Fútbol.
La Unión del Fútbol del Interior que cuenta con 174 equipos afiliados que cumplen con las condiciones de la copa (de todo el interior del país), inicialmente dividió a los 17 departamentos nacionales en siete zonas de dos o tres equipos en cada una de ellas, pasando sólo los ganadores de las mismas a la fase nacional. La Zona 1 se compuso por clubes de Concepción, Amambay y Canindeyú; la Zona 2 contó con equipos de Alto Paraguay, Boquerón y Presidente Hayes; la Zona 3 albergó a San Pedro y Cordillera; la Zona 4 contuvo a Guairá y Paraguarí; la Zona 5 reúnió a representantes de Caaguazú y Alto Paraná, la Zona 6 era de Central, Ñeembucú y Misiones, y por último la Zona 7 consistía en Itapúa y Caazapá. Fue previsto que a partir de la segunda edición, en el año 2019, fueran 17 representantes de la U.F.I., correspondientes a cada departamento.
Todos los clubes deben contar con estatutos sociales, título de propiedad, asambleas al día, cuenta corriente bancaria o caja de ahorro a nombre del club. Además debe contar con un gerente deportivo, ser usuario del sistema Comet y RUC a nombre del club.

### Participantes (Rama Femenina)
A diferencia de su contraparte masculina, en la rama femenina participan solo 8 equipos, los 4 mejor ubicados del Campeonato Anual FEM de la Asociación Paraguaya de Fútbol y los 4 finalistas del Campeonato Nacional de Interligas Femenino de la Unión del Fútbol del Interior.

### Formato
En la etapa previa del torneo se disputaron las eliminatorias de los clubes de la UFI, Primera B y C, para clasificar a la etapa nacional.
La primera fase de la etapa nacional se compuso de los doce clubes de la División Profesional, dieciséis de la División Intermedia, once de la Primera B, ocho de la Primera C y diecisiete de la Unión del Fútbol del Interior.
En el 2022, dicha primera fase sufrió modificaciones, los 46 equipos acumulados de la UFI, Primera B y C, disputarán encuentros en llaves de sus respectivas divisiones a encuentro único (en el caso de divisiones con número de equipos impar disputarán triangulares donde los dos mejores siguen en competencia). En la segunda fase los ganadores se enfrentarán tanto entre ellos como con equipos de la División Intermedia.
Pasan a la tercera fase (dieciséisavos de final) 20 clubes, los veinte ganadores de llaves de la segunda fase, donde se enfrentarán entre ellos y con equipos de la División Profesional. Pasan a la cuarta fase (octavos de final) 16 clubes, los dieciséis ganadores de llaves de la segunda fase. De estos 16 surgen los clasificados a cuartos de final, y así sucesivamente hasta consagrar al campeón del torneo.
En la rama femenina los 8 equipos de la APF y UFI disputarán encuentros entre unos a otros. De estos 8 surgen los clasificados a semifinales, y así sucesivamente hasta consagrar al campeón del torneo.

## Historial
Rama masculina
| Año          | Campeón                                    | Final Resultado                            | Subcampeón                                 | Tercero                                    | Tercer lugar Resultado                     | Cuarto                                     | Clubes Participantes                       |
| ------------ | ------------------------------------------ | ------------------------------------------ | ------------------------------------------ | ------------------------------------------ | ------------------------------------------ | ------------------------------------------ | ------------------------------------------ |
| 2018 Detalle | Guaraní                                    | (5) 2:2 (3)                                | Olimpia                                    | Sportivo Luqueño                           | 2:0                                        | Resistencia S.C.                           | 48                                         |
| 2019 Detalle | Libertad                                   | 3:0                                        | Guaraní                                    | Deportivo Capiatá                          | (6) 0:0 (5)                                | Sol de América                             | 64                                         |
| 2020         | Cancelado debido a la Pandemia de COVID-19 | Cancelado debido a la Pandemia de COVID-19 | Cancelado debido a la Pandemia de COVID-19 | Cancelado debido a la Pandemia de COVID-19 | Cancelado debido a la Pandemia de COVID-19 | Cancelado debido a la Pandemia de COVID-19 | Cancelado debido a la Pandemia de COVID-19 |
| 2021 Detalle | Olimpia                                    | (3) 2:2 (1)                                | Sol de América                             | Libertad                                   | 2:0                                        | Atlético Tembetary                         | 64                                         |
| 2022 Detalle | Sportivo Ameliano                          | (4) 1:1 (3)                                | Nacional                                   | Guaraní                                    | 3:2                                        | Atlético Tembetary                         | 74                                         |
| 2023 Detalle | Libertad                                   | (4) 1:1 (1)                                | Sportivo Trinidense                        | Nacional                                   | (7) 1:1 (6)                                | Guaraní                                    | 74                                         |
| 2024 Detalle | Libertad                                   | 1:0                                        | Nacional                                   | Sportivo Luqueño                           | (5) 0:0 (4)                                | Guaraní                                    | 75                                         |
| 2025 Detalle |                                            |                                            |                                            |                                            |                                            |                                            | 75                                         |

Rama femenina
| Año          | Campeón       | Final Resultado | Subcampeón | Tercero  | Tercer lugar Resultado | Cuarto  | Clubes Participantes |
| ------------ | ------------- | --------------- | ---------- | -------- | ---------------------- | ------- | -------------------- |
| 2024 Detalle | Cerro Porteño | (4) 1:1 (3)     | Olimpia    | Libertad | (5) 1:1 (4)            | Guaraní | 8                    |
| 2025 Detalle |               |                 |            |          |                        |         | 8                    |

### Palmarés (Masculino)
| Club                | Campeón              | Subcampeón     | Tercer puesto  |
| ------------------- | -------------------- | -------------- | -------------- |
| Libertad            | 3 (2019, 2023, 2024) |                | 1 (2021)       |
| Guaraní             | 1 (2018)             | 1 (2019)       | 1 (2022)       |
| Olimpia             | 1 (2021)             | 1 (2018)       |                |
| Sportivo Ameliano   | 1 (2022)             |                |                |
| Nacional            |                      | 2 (2022, 2024) | 1 (2023)       |
| Sol de América      |                      | 1 (2021)       |                |
| Sportivo Trinidense |                      | 1 (2023)       |                |
| Sportivo Luqueño    |                      |                | 2 (2018, 2024) |
| Deportivo Capiatá   |                      |                | 1 (2019)       |

### Palmarés (Femenino)
| Club          | Campeón  | Subcampeón | Tercer puesto |
| ------------- | -------- | ---------- | ------------- |
| Cerro Porteño | 1 (2024) |            |               |
| Olimpia       |          | 1 (2024)   |               |
| Libertad      |          |            | 1 (2024)      |

## Récords y Estadísticas

### Finales

#### Equipo
- Más copas: 3, Club Libertad.
- Más apariciones en finales: 3, Club Libertad.
- Más apariciones en finales sin ganar: 2, Nacional.
- Mayor victoria en una final: 3 goles
  - Club Libertad 3-0 Club Guarani (2019)
- Más goles marcados en una final: 4 goles
  - Club Guarani 2-2 Club Olimpia (2018)
  - Sol de America 2-2 Club Olimpia (2021)

#### Individual
- Primer gol de la competición: Fue anotador por Nelson Haedo Valdez (Cerro Porteño) el 24 de julio de 2018 vs Cristóbal Colón (J.A.S).
- Más goles en un partido: 7, Richart René Ortiz Páez (Sol de América de Pastoreo) vs. Sportivo Puerto Diana, 30 de mayo de 2019
- Más goles en una final: 2, Adrian Martinez (Club Libertad, Copa Paraguay 2019)

### Tabla de goleadores
| Pos. | Jugador                 | Goles | Part. | Prom. | Debut | Equipo               |
| ---- | ----------------------- | ----- | ----- | ----- | ----- | -------------------- |
| 1    | Lorenzo Melgarejo       | 8     | 7     | 1,14  | 2021  | Club Libertad        |
| 2    | Richart René Ortiz Páez | 7     | 2     | 3,5   | 2019  | Sol de América (JMF) |
| 3    | Adrian Martinez         | 7     | 6     | 1,16  | 2019  | Libertad             |
| 4    | Derlis González         | 7     | 7     | 1     | 2021  | Olimpia              |
| 5    | Roque Santa Cruz        | 6     | 12    | 0,5   | 2018  | Olimpia y Libertad   |
| 6    | Iván Franco             | 5     | 9     | 0,555 | 2018  | Libertad             |

### Goleadores por temporada
| Año  | Jugador                                  | Goles | Equipo                                     |
| ---- | ---------------------------------------- | ----- | ------------------------------------------ |
| 2018 | Roque Santa Cruz Fredy Bareiro           | 4     | Olimpia Sportivo Luqueño                   |
| 2019 | Adrián Martínez Richard Ortiz            | 7     | Libertad Sol de América (JMF)              |
| 2021 | César Alonso Derlis González Nildo Viera | 5     | Fernando de la Mora Olimpia Sol de América |
| 2022 | Fabio Ozuna                              | 5     | Nacional (Yby Yaú)                         |

### Mayores goleadas
- En esta tabla se listan los partidos en los que se han registrado las mayores goleadas del torneo (siete goles de diferencia o más).

| Equipo Ganador                          | Resultado | Equipo Perdedor                     | Estadio                  | Edición | Fase             |
| --------------------------------------- | --------- | ----------------------------------- | ------------------------ | ------- | ---------------- |
| Fernando de la Mora                     | 17 - 0    | Atlético Trebol (Loma Plata)        | Isidro Roussillón        | 2021    | 32avos. de Final |
| Guaraní                                 | 14 - 0    | Valois Rivarola                     | Rogelio Silvino Livieres | 2023    | 16avos. de Final |
| Sol de América (Dr. Juan Manuel Frutos) | 16 - 3    | Spvo. Puerto Diana (Bahía Negra)    | Luis Salinas             | 2019    | 32avos. de Final |
| Olimpia                                 | 9 - 0     | Sport Colonial                      | Manuel Ferreira          | 2022    | 16avos. de Final |
| 3 de Febrero                            | 9 - 1     | Nueva Estrella (Mcal. Estigarribia) | Isidro Roussillón        | 2019    | 32avos. de Final |
| Capiatá                                 | 8 - 1     | Aquidabán (Pedro Juan Caballero)    | Río Parapití             | 2019    | 32avos. de Final |
| Dep. Liberación                         | 7 - 0     | Dep. Alto Paraguay (Fuerte Olimpo)  | Atanacio Villagra        | 2018    | Primera Fase     |

### Clasificación histórica
Nota: En este registro acumulativo no se contabilizan las Rondas Previas.
En Negrita los clubes participantes de la edición 2023.
| Pos   |  | Club                                   | Part. | PJ | PG | PE | PP | GF | GC | Dif. | Puntos | Títulos |
| ----- |  | -------------------------------------- | ----- | -- | -- | -- | -- | -- | -- | ---- | ------ | ------- |
| 1.º   |  | Libertad                               | 4     | 19 | 16 | 2  | 1  | 53 | 9  | 44   | 50     | 1       |
| 2.º   |  | Olimpia                                | 4     | 17 | 11 | 5  | 1  | 43 | 15 | 28   | 38     | 1       |
| 3.º   |  | Sol de América                         | 4     | 18 | 10 | 6  | 2  | 34 | 16 | 18   | 36     | -       |
| 4.º   |  | Guaraní                                | 4     | 18 | 10 | 6  | 2  | 32 | 17 | 15   | 36     | 1       |
| 5.º   |  | Sportivo Luqueño                       | 4     | 16 | 9  | 3  | 4  | 26 | 13 | 13   | 30     | -       |
| 6.º   |  | Deportivo Capiatá                      | 4     | 13 | 8  | 2  | 3  | 28 | 13 | 15   | 26     | -       |
| 7.º   |  | Nacional                               | 4     | 12 | 6  | 5  | 1  | 22 | 12 | 10   | 23     | -       |
| 8.º   |  | Atlético Tembetary                     | 3     | 15 | 6  | 5  | 4  | 17 | 14 | 3    | 23     | -       |
| 9.º   |  | Guaireña FC                            | 4     | 12 | 6  | 4  | 2  | 19 | 9  | 10   | 22     | -       |
| 10.º  |  | Sportivo Ameliano                      | 3     | 10 | 6  | 3  | 1  | 19 | 7  | 12   | 21     | 1       |
| 11.º  |  | River Plate                            | 4     | 11 | 6  | 1  | 4  | 25 | 11 | 14   | 20     | -       |
| 12.º  |  | Deportivo Santaní                      | 4     | 12 | 6  | 2  | 4  | 20 | 9  | 11   | 20     | -       |
| 13.º  |  | Resistencia                            | 4     | 12 | 5  | 3  | 4  | 21 | 17 | 4    | 18     | -       |
| 14.º  |  | 2 de Mayo (PJC)                        | 4     | 10 | 5  | 3  | 2  | 17 | 12 | 5    | 17     | -       |
| 15.º  |  | Cerro Porteño                          | 4     | 10 | 5  | 2  | 3  | 15 | 11 | 4    | 17     | -       |
| 16.º  |  | Fernando de la Mora                    | 4     | 9  | 5  | 1  | 3  | 37 | 13 | 24   | 16     | -       |
| 17.º  |  | 3 de Febrero (CDE)                     | 4     | 8  | 4  | 3  | 1  | 17 | 4  | 13   | 15     | -       |
| 18.º  |  | 12 de Octubre (Itauguá)                | 4     | 9  | 4  | 3  | 2  | 17 | 8  | 9    | 15     | -       |
| 19.º  |  | Sportivo Iteño                         | 4     | 9  | 4  | 3  | 2  | 16 | 11 | 5    | 15     | -       |
| 20.º  |  | Rubio Ñu                               | 4     | 9  | 4  | 2  | 3  | 15 | 11 | 4    | 14     | -       |
| 21.º  |  | Tacuary                                | 4     | 10 | 3  | 5  | 2  | 14 | 11 | 3    | 14     | -       |
| 22.º  |  | Benjamín Aceval                        | 2     | 5  | 3  | 1  | 1  | 11 | 5  | 6    | 10     | -       |
| 23.º  |  | General Caballero (JLM)                | 3     | 6  | 3  | 1  | 2  | 10 | 6  | 4    | 10     | -       |
| 24.º  |  | Atlético Juventud                      | 4     | 7  | 3  | 1  | 3  | 9  | 12 | -3   | 10     | -       |
| 25.º  |  | General Caballero (ZC)                 | 2     | 7  | 3  | 1  | 3  | 12 | 16 | -4   | 10     | -       |
| 26.º  |  | San Lorenzo                            | 4     | 7  | 2  | 2  | 3  | 11 | 11 | 0    | 8      | -       |
| 27.º  |  | Nacional (Yby Yaú)                     | 1     | 3  | 2  | 1  | 0  | 8  | 2  | 6    | 7      | -       |
| 28.º  |  | Ovetense FC                            | 2     | 5  | 2  | 1  | 2  | 7  | 3  | 4    | 7      | -       |
| 29.º  |  | General Díaz                           | 4     | 7  | 2  | 1  | 4  | 8  | 5  | 3    | 7      | -       |
| 30.º  |  | R.I.3 Corrales (CDE)                   | 2     | 4  | 2  | 1  | 1  | 8  | 7  | 1    | 7      | -       |
| 31.º  |  | Cristóbal Colón (JAS)                  | 4     | 7  | 2  | 1  | 4  | 12 | 12 | 0    | 7      | -       |
| 32.º  |  | Cristóbal Colón (Ñemby)                | 3     | 7  | 1  | 4  | 2  | 11 | 14 | -3   | 7      | -       |
| 33.º  |  | Sport Colombia                         | 1     | 3  | 2  | 0  | 1  | 9  | 6  | 3    | 6      | -       |
| 34.º  |  | Sportivo Trinidense                    | 4     | 8  | 1  | 3  | 4  | 8  | 9  | -1   | 6      | -       |
| 35.º  |  | Deportivo Obrero (Capitán Bado)        | 1     | 4  | 2  | 0  | 2  | 4  | 7  | -3   | 6      | -       |
| 36.º  |  | Fulgencio Yegros                       | 4     | 7  | 1  | 3  | 3  | 9  | 14 | -5   | 6      | -       |
| 37.º  |  | Deportivo Juventud (S.C.D)             | 1     | 3  | 1  | 2  | 0  | 4  | 2  | 2    | 5      | -       |
| 38.º  |  | Olimpia (Itá)                          | 2     | 4  | 1  | 2  | 1  | 6  | 5  | 1    | 5      | -       |
| 39.º  |  | Guaraní (Trinidad)                     | 2     | 4  | 1  | 2  | 1  | 4  | 6  | -2   | 5      | -       |
| 40.º  |  | General Caballero (CG)                 | 4     | 6  | 1  | 2  | 3  | 4  | 9  | -5   | 5      | -       |
| 41.º  |  | Sol de América (Pastoreo)              | 1     | 3  | 1  | 1  | 1  | 17 | 9  | 8    | 4      | -       |
| 42.º  |  | Mariscal Estigarribia (PJC)            | 1     | 2  | 1  | 1  | 0  | 6  | 2  | 4    | 4      | -       |
| 43.º  |  | Sport Primavera (Curuguaty)            | 1     | 3  | 1  | 1  | 1  | 6  | 7  | -1   | 4      | -       |
| 44.º  |  | Oriental                               | 4     | 5  | 0  | 4  | 1  | 5  | 6  | -1   | 4      | -       |
| 45.º  |  | Atlético Colegiales                    | 3     | 5  | 1  | 1  | 3  | 6  | 10 | -4   | 4      | -       |
| 46.º  |  | Atyrá FC                               | 3     | 5  | 1  | 1  | 3  | 4  | 8  | -4   | 4      | -       |
| 47.º  |  | 24 de Setiembre (Valle Pucú)           | 3     | 4  | 1  | 1  | 2  | 3  | 7  | -4   | 4      | -       |
| 48.º  |  | Sport Colonial                         | 3     | 5  | 1  | 1  | 3  | 6  | 19 | -13  | 4      | -       |
| 49.º  |  | Sol de Mayo (R.G.S.C)                  | 2     | 3  | 1  | 1  | 1  | 8  | 3  | 5    | 4      | -       |
| 50.º  |  | Deportivo Liberación                   | 1     | 3  | 1  | 0  | 2  | 9  | 5  | 4    | 3      | -       |
| 51.º  |  | 8 de Septiembre (Areguá)               | 1     | 2  | 1  | 0  | 1  | 4  | 4  | 0    | 3      | -       |
| 52.º  |  | Obreros Unidos (Hernandarias)          | 1     | 2  | 1  | 0  | 1  | 2  | 2  | 0    | 3      | -       |
| 53.º  |  | Valois Rivarola                        | 1     | 2  | 1  | 0  | 1  | 3  | 4  | -1   | 3      | -       |
| 54.º  |  | 22 de Setiembre (Encarnación)          | 1     | 2  | 1  | 0  | 1  | 2  | 4  | -2   | 3      | -       |
| 55.º  |  | 5 de Octubre (Santa Elena)             | 1     | 2  | 1  | 0  | 1  | 1  | 3  | -2   | 3      | -       |
| 56.º  |  | Sport Sastreño                         | 1     | 2  | 1  | 0  | 1  | 1  | 3  | -2   | 3      | -       |
| 57.º  |  | Deportivo Caaguazú                     | 2     | 3  | 1  | 0  | 2  | 2  | 6  | -4   | 3      | -       |
| 58.º  |  | 15 de Agosto (Santiago)                | 1     | 2  | 1  | 0  | 1  | 2  | 7  | -5   | 3      | -       |
| 59.º  |  | Sportivo Limpeño                       | 4     | 5  | 0  | 3  | 2  | 0  | 6  | -6   | 3      | -       |
| 60.º  |  | 1.º de Marzo                           | 3     | 4  | 1  | 0  | 3  | 3  | 12 | -9   | 3      | -       |
| 61.º  |  | Presidente Hayes                       | 3     | 4  | 0  | 2  | 2  | 4  | 6  | -2   | 2      | -       |
| 62.º  |  | 1.º de Mayo (Filadelfia)               | 1     | 1  | 0  | 1  | 0  | 3  | 3  | 0    | 1      | -       |
| 63.º  |  | 12 de Octubre (Itacurubí del Rosario)  | 1     | 1  | 0  | 1  | 0  | 1  | 1  | 0    | 1      | -       |
| 64.º  |  | 13 de Junio (CDE)                      | 1     | 1  | 0  | 1  | 0  | 1  | 1  | 0    | 1      | -       |
| 65.º  |  | 19 de Marzo (San Ignacio)              | 1     | 1  | 0  | 1  | 0  | 1  | 1  | 0    | 1      | -       |
| 66.º  |  | Sport Pacobá (Yasy Cañy)               | 1     | 1  | 0  | 1  | 0  | 0  | 0  | 0    | 1      | -       |
| 67.º  |  | Martín Ledesma                         | 2     | 2  | 0  | 1  | 1  | 0  | 1  | -1   | 1      | -       |
| 68.º  |  | Karai Chive (Paso Yobái)               | 1     | 2  | 0  | 1  | 1  | 3  | 5  | -2   | 1      | -       |
| 69.º  |  | Atlántida                              | 2     | 2  | 0  | 1  | 1  | 2  | 5  | -3   | 1      | -       |
| 70.º  |  | San Juan (Yby Yaú)                     | 1     | 2  | 0  | 1  | 1  | 3  | 7  | -4   | 1      | -       |
| 71.º  |  | 15 de Agosto (Benjamín Aceval)         | 1     | 2  | 0  | 1  | 1  | 3  | 7  | -4   | 1      | -       |
| 72.º  |  | Silvio Pettirossi                      | 3     | 3  | 0  | 1  | 2  | 2  | 6  | -4   | 1      | -       |
| 73.º  |  | 1.º de Marzo (Pilar)                   | 4     | 5  | 1  | 1  | 3  | 5  | 8  | -3   | 4      | -       |
| 74.º  |  | 29 de Setiembre                        | 2     | 3  | 0  | 1  | 2  | 3  | 10 | -7   | 1      | -       |
| 75.º  |  | Independiente (CG)                     | 4     | 5  | 0  | 1  | 4  | 5  | 13 | -8   | 1      | -       |
| 76.º  |  | Humaitá                                | 4     | 4  | 0  | 1  | 3  | 5  | 13 | -8   | 1      | -       |
| 77.º  |  | Deportivo Recoleta                     | 4     | 5  | 0  | 1  | 4  | 4  | 12 | -8   | 1      | -       |
| 78.º  |  | 3 de Febrero (RB)                      | 3     | 3  | 0  | 1  | 2  | 3  | 12 | -9   | 1      | -       |
| 79.º  |  | 4 de Mayo (Capiibary)                  | 1     | 1  | 0  | 0  | 1  | 3  | 4  | -1   | 0      | -       |
| 80.º  |  | Pastoreo FC                            | 1     | 1  | 0  | 0  | 1  | 2  | 3  | -1   | 0      | -       |
| 81.º  |  | Independiente (PJC)                    | 1     | 1  | 0  | 0  | 1  | 1  | 2  | -1   | 0      | -       |
| 82.º  |  | Atlético Forestal (Campo 9)            | 1     | 1  | 0  | 0  | 1  | 1  | 2  | -1   | 0      | -       |
| 83.º  |  | 24 de Junio (SJB)                      | 1     | 1  | 0  | 0  | 1  | 0  | 1  | -1   | 0      | -       |
| 84.º  |  | 3 de Mayo (Posta Ybycuá)               | 1     | 1  | 0  | 0  | 1  | 1  | 3  | -2   | 0      | -       |
| 85.º  |  | Teniente Fariña (Guarambaré)           | 1     | 1  | 0  | 0  | 1  | 1  | 3  | -2   | 0      | -       |
| 86.º  |  | Athletic FBC (Encarnación)             | 2     | 2  | 0  | 0  | 2  | 1  | 4  | -3   | 0      | -       |
| 87.º  |  | Porvenir (Liberación)                  | 1     | 1  | 0  | 0  | 1  | 1  | 4  | -3   | 0      | -       |
| 88.º  |  | 12 de Octubre (Paso Yobái)             | 1     | 1  | 0  | 0  | 1  | 0  | 3  | -3   | 0      | -       |
| 89.º  |  | Sport Valenzolano                      | 1     | 1  | 0  | 0  | 1  | 0  | 3  | -3   | 0      | -       |
| 90.º  |  | Ytororó (San Antonio)                  | 1     | 1  | 0  | 0  | 1  | 0  | 3  | -3   | 0      | -       |
| 91.º  |  | 3 de Noviembre                         | 1     | 1  | 0  | 0  | 1  | 0  | 3  | -3   | 0      | -       |
| 92.º  |  | Porvenir (tobati)                      | 1     | 1  | 0  | 0  | 1  | 0  | 3  | -3   | 0      | -       |
| 93.º  |  | Coronel Martínez (Yuty)                | 2     | 2  | 0  | 0  | 2  | 0  | 4  | -4   | 0      | -       |
| 94.º  |  | Deportivo La Colmena                   | 1     | 1  | 0  | 0  | 1  | 0  | 4  | -4   | 0      | -       |
| 95.º  |  | Guarani Unido (Liberación)             | 1     | 1  | 0  | 0  | 1  | 0  | 4  | -4   | 0      | -       |
| 96.º  |  | Atlético Mil Palos (Nueva Toledo)      | 1     | 1  | 0  | 0  | 1  | 1  | 6  | -5   | 0      | -       |
| 97.º  |  | Deportivo Pinozá                       | 2     | 2  | 0  | 0  | 2  | 1  | 6  | -5   | 0      | -       |
| 98.º  |  | Santo Domingo (Ybyrarobaná)            | 1     | 1  | 0  | 0  | 1  | 0  | 5  | -5   | 0      | -       |
| 99.º  |  | Teniente Rojas Silva (Loreto)          | 1     | 1  | 0  | 0  | 1  | 0  | 5  | -5   | 0      | -       |
| 100.º |  | San Antonio (JLM)                      | 1     | 1  | 0  | 0  | 1  | 2  | 8  | -6   | 0      | -       |
| 101.º |  | Pilcomayo                              | 2     | 2  | 0  | 0  | 2  | 1  | 7  | -6   | 0      | -       |
| 102.º |  | Independiente (Nanawa)                 | 2     | 2  | 0  | 0  | 2  | 0  | 6  | -6   | 0      | -       |
| 103.º |  | Sud América (Paraguarí)                | 2     | 2  | 0  | 0  | 2  | 0  | 6  | -6   | 0      | -       |
| 104.º |  | 16 de Agosto (Caazapá)                 | 1     | 1  | 0  | 0  | 1  | 0  | 6  | -6   | 0      | -       |
| 105.º |  | Deportivo Primavera (JLM)              | 1     | 1  | 0  | 0  | 1  | 0  | 6  | -6   | 0      | -       |
| 106.º |  | Capitán Samudio (mbocayaty)            | 1     | 1  | 0  | 0  | 1  | 0  | 6  | -6   | 0      | -       |
| 107.º |  | 12 de Octubre (SD)                     | 3     | 3  | 0  | 0  | 3  | 1  | 8  | -7   | 0      | -       |
| 108.º |  | Aquidabán (PJC)                        | 1     | 1  | 0  | 0  | 1  | 1  | 8  | -7   | 0      | -       |
| 109.º |  | Nueva Estrella (Mariscal Estigarribia) | 1     | 1  | 0  | 0  | 1  | 1  | 9  | -8   | 0      | -       |
| 110.º |  | Deportivo Puerto Diana                 | 1     | 1  | 0  | 0  | 1  | 3  | 16 | -13  | 0      | -       |
| 111.º |  | Deportivo Alto Paraguay                | 2     | 3  | 0  | 0  | 3  | 1  | 14 | -13  | 0      | -       |
| 112.º |  | Atlético Trébol (Loma Plata)           | 1     | 1  | 0  | 0  | 1  | 0  | 17 | -17  | 0      | -       |
| x.º   |  | Unión Ybyraró (Capiatá)                | 1     | 1  | 1  | 0  | 0  | 6  | 0  | 6    | 3      | -       |
| x.º   |  | Sport Santa Cecilia (Belén)            | 1     | 2  | 2  | 0  | 0  | 5  | 2  | 3    | 6      | -       |
| x.º   |  | Teniente Brozzon (Tobatí)              | 1     | 1  | 0  | 0  | 1  | 0  | 6  | -6   | 0      | -       |
| x.º   |  | Cerro Porteño (Mbocayaty)              | 1     | 1  | 0  | 1  | 0  | 2  | 2  | 0    | 1      | -       |
| x.º   |  | Universidad Católica (Repatriación)    | 1     | 1  | 1  | 0  | 0  | 1  | 0  | 1    | 3      | -       |
| x.º   |  | 14 de Mayo (Fulgencio Yegros)          | 1     | 1  | 0  | 1  | 0  | 1  | 1  | 0    | 1      | -       |
| x.º   |  | Sportivo San Pedro (S.P.P.)            | 1     | 1  | 0  | 1  | 0  | 1  | 1  | 0    | 1      | -       |
| x.º   |  | Libertad (San Patricio)                | 1     | 1  | 0  | 0  | 1  | 0  | 2  | -2   | 0      | -       |
| x.º   |  | Guaraní (Minga Guazú)                  | 1     | 1  | 0  | 0  | 1  | 0  | 1  | -1   | 0      | -       |
| x.º   |  | Atlético Amambay (cap. Bado)           | 1     | 2  | 1  | 0  | 1  | 7  | 5  | 2    | 3      | -       |
| x.º   |  | Sport Hernancito (P. Guaraní)          | 1     | 2  | 0  | 0  | 2  | 3  | 8  | -5   | 0      | -       |

Observación: Equipos marcados; 65 clubes clasificados, de forma única; vía UFI.